# Albert Maringer
Albert Theo Maringer (* 1945 in Reinbek) ist ein deutsch-kanadischer Manager und Honorarprofessor an der Friedrich-Schiller-Universität Jena.

## Leben
Ab 1961 war Maringer zunächst in der Montage bei Siemens tätig. 1966 begann er ein Studium der Elektrotechnik, welches er als Diplom-Ingenieur abschloss. Insgesamt hält Maringer über 100 Patente. 1987 schloss er ein Studium der BWL und VWL an, welchem 1993 eine Promotion zum Dr. rer. pol. folgte. 46 Jahre lang war er in verschiedenen Positionen für den Siemens-Konzern tätig. Zuletzt, in den Jahren 2000 bis 2006, war er Vorstandsvorsitzender der Siemens Canada Ltd. Seit Juni 2007 ist er mit der Maringer Consulting Alberta Ltd. in der Unternehmensberatung selbstständig.
Zudem ist Maringer seit 2005 Honorarprofessor an der Friedrich-Schiller-Universität Jena, wo er bereits seit 1994 einen Lehrauftrag innehatte. Von 2001 bis 2004 war Maringer Präsident der deutsch-kanadischen Industrie- und Handelskammer (einer Auslandshandelskammer).

## Ehrungen
Albert Maringer wurde aufgrund seiner an „Volk und Staat erworbenen besonderen Verdienste“ am 23. April 2014 das Verdienstkreuz am Bande verliehen und in Toronto überreicht. In seiner Laudatio nannte Walter Stechel, der deutsche Generalkonsul in Kanada, drei Gründe für die Verleihung: Die Ehrung des erfolgreichen Managers, die Tätigkeit als Wissenschaftler und Maringers umfangreiche ehrenamtliche Aktivitäten als Citoyen.